# Michal Biran
Michal Biran (Hebreeuws: מיכל בירן) (Hod Hasjaron, 28 juni 1978) is een Israëlische politica van de Arbeidspartij en was van 2013 tot 2019 lid van de Knesset.
Biran bracht het tot sergeant tijdens haar militaire dienst. Ze werd in 2010 voorzitter van de jongerenafdeling van de Arbeidspartij en was assistent van Shelly Yachimovich toen deze de Arbeidspartij leidde. Ook gaf ze les aan de Universiteit van Tel Aviv, waaraan ze tevens promoveerde in de politicologie.
Dankzij een dertiende plaats kon zij na de verkiezingen in 2013 in de 19e Knesset zitting nemen. Haar zetel heeft zij ook in de 20e Knesset weten te behouden, dankzij een negentiende plaats op de kandidatenlijst van de Zionistische Unie, de gezamenlijke lijst van de Arbeidspartij met Hatnuah voor de verkiezingen in 2015. Bij de Knessetverkiezingen van 2019 verloor de Arbeiderspartij een flink aantal zetels, waardoor Biran niet terugkeerde in het parlement.
Michal Biran is vrijgezel en woonachtig te Tel Aviv.
- Gemeinsame Normdatei: 1229817999
- International Standard Name Identifier: 0000 0004 0243 7150
- Nationale Bibliotheek van Israël: 987007393380305171
- Virtual International Authority File: 298128498
- WorldCat: E39PBJmHDbxVc8vFQdgDbwG8md